# Morane-Saulnier MS-435
Моран-Солнье MS.435 (фр. Morane-Saulnier MS.435) — французский учебно-тренировочный самолёт конца 30-х годов 20-го века, спроектированный и построенный французской авиастроительной компанией Morane-Saulnier. Предназначался для обучения пилотов полётам на современных для того времени истребителях таких как MS.406. До немецкого вторжения 10 мая 1940 и последовавшей оккупации Франции удалось построить лишь один самолёт.

## История создания
В конце 1930-х годов обучение пилотов французских ВВС предусматривало подготовку на самолётах устаревших типов, как правило тех, что были выведены из состава ВВС. Но с появлением новых более скоростных и сложных машин такая практика стала представлять собой определённую проблему и назрела необходимость в создании учебной машины спроектированной на основе современного истребителя. Однако инициатива создать подобный самолёт исходила не от военного ведомства, а от производителей авиационной техники. Так на фирме Morane-Saulnier преступили к созданию учебного самолёта на основе уже принятого на вооружение истребителя MS.405. Испытания прототипа получившего наименование MS.430 выявили не достаточную мощность установленного на нём двигателя, что могло значительно затруднить учебный процесс. В дальнейшем существовал не реализованный проект MS.433. Прототип MS.430 разобрали и его детали были использованы для строительства модели, чьи лётные характеристики должны были соответствовать истребителю MS.406. Новый самолёт сохранив основные конструкционные элементы имел отличия в частности, поперечное сечение фюзеляжа было увеличено, хвостовое оперение было изменено, отделка кабины тоже изменилась.
Осознав перспективы военное министерство заказало в июле 1939 года 60 машин под обозначением MS.435P2 (Р2 - тренировочный двухместный) с сроком начала поставок февраль 1940 г., однако до момента германского вторжения этот заказ так и не был выполнен. После поражения Франции проект немецкое командование не заинтересовал а единственный лётный экземпляр был пущен на слом. Однако наработки по MS.435 были взяты за основу для создания учебных самолётов уже в послевоенное время, MS.470 совершил первый полёт уже весной 1945 года, а его дальнейшие модификации MS.472 и MS.474 строились большой серией.

## Конструкция
MS-435 представляет собой моноплан с низкорасположенным крылом. Шасси убираемые с хвостовым колесом. Винт трёхлопастный с изменяемым шагом. Часть крыла и фюзеляжа была выполнена из плимакса - фанера на внешнюю поверхность которой наклеен алюминиевый лист толщиной 0,4 мм. Двигатель девятицилиндровый Gnome-Rhone 9Kdrs.

### Технические характеристики
- Экипаж: 2 человека
- Длина: 8,89 м
- Размах крыла: 10,71 м
- Высота: 3,19 м
- Площадь крыла: 18,00 м²
- Профиль крыла:
- Масса пустого: 1 657 кг
- Масса снаряженного:
- Нормальная взлетная масса:
- Максимальная взлетная масса: 2 157 кг
- Двигатель Gnome-Rhone 9Kdrs
- Мощность: 1 x 550 л.с.[1]

### Лётные характеристики
- Максимальная скорость: 395 км/ч
  - у земли:
  - на высоте м:
- Крейсерская скорость: 362 км/ч
- Посадочная скорость: 90 км/ч
- Практическая дальность: 780 км
- Практический потолок: 6 500 м
- Скороподъёмность: м/с
- Нагрузка на крыло: кг/м²
- Тяговооружённость: Вт/кг
- Максимальная эксплуатационная перегрузка:[1]